# Luigi Pepe Diaz
Luigi Pepe Diaz (Napoli, 25 settembre 1909 – Milano, 12 febbraio 1970) è stato un pittore e scultore italiano.

## Biografia
Figlio di Augusto e di Flora Diaz (di origini spagnole e cugina di Armando Diaz). 

Lascia incompiuti gli studi classici per frequentare lo studio di Gemito.
Già nel 1927 esordisce esponendo all’Esposizione internazionale di Conegliano Veneto. Entra in contatto con altri artisti politicamente impegnati nel comunismo. 
Aderisce al Circumvisionismo, movimento al quale è accomunato dal desiderio di sperimentazione, di ribellione nei confronti dell’arte ufficiale e di rivolgersi all’arte europea. Consegue rapidamente a una certa visibilità, esponendo con il gruppo in varie occasioni.
Nel 1929, con Marinetti, espone nella Sala futurista della III Mostra marinara d’arte a Roma dove presenta un grande trittico dal titolo "Pezzi di corazzata" e viene premiato con una medaglia dal Ministero della Guerra.
Sempre con il movimento d’avanguardia napoletano viene invitato nel 1930 alla XVII Biennale di Venezia e nel 1931 alla I Quadriennale nazionale d'arte di Roma.
Nel 1932 espone a Parigi e a Londra.
In pittura si avvicina al neocubismo e a soluzioni che richiamano Braque e Matisse.
Il suo impegno politico gli comporta una serie di fermi e arresti come sovversivo e comunista. Nel 1935 espatria in Svizzera e poi in Francia, ad Annemasse e poi a Parigi dove frequenta Lionello Venturi  e Giorgio Amendola. Espone in mostre personali, soprattutto dipinti, e anche in collettive di arte italiana.
Continua a mantenere i contatti con Marinetti.
Nel 1940, durante l’occupazione di Parigi, le truppe naziste distruggono il suo studio; riesce a fuggire, fa ritorno in Italia è arrestato al confine e mandato a Napoli nel carcere di Poggioreale. Uscito dal carcere lavora come illustratore.
Caduto il regime, nel 1944 pubblica il romanzo E poi?con l’editore Morano.
Iscritto al partito comunista (che abbandona nel 1956 a seguito dei fatti d’Ungheria), dal 1946 si trasferisce a Milano dove si dedica all’editoria e alla grafica.
Nel 1952 apre la casa editrice Pepe Diaz e pubblica per la prima volta in Italia l’ultimo libro di Freud, Mosè e il monoteismo, con la traduzione di Arrigo Ballardini e l'introduzione di Cesare Musatti.
Torna a esporre nel 1967, invitato alla grande mostra dedicata all’Arte moderna in Italia 1915-1935, tenutasi a Firenze a Palazzo Strozzi. 
I suoi ultimi lavori, ormai orientati all’astrattismo, vengono presentati alla galleria del Naviglio di Milano (1967), al Museo civico di Bormio (1967), alla galleria Il Bilico di Roma (1968) e alla Galerie Jeanne Wiebenga di Losanna (1969). 
Sul finire degli anni Sessanta riprende a dipingere con costanza e, conforme alle proprie idee sociali, prova a far uscire la sua arte dai circuiti ufficiali, programmando mostre all’interno delle fabbriche.
Muore a Milano nel 1970, investito da un’automobile.